# Gmina Zapod
Gmina Zapod (alb. Komuna Zapod) – gmina położona w północno-zachodniej części kraju. Administracyjnie należy do okręgu Kukës w obwodzie Kukës.  W 2011 roku populacja wynosiła 2217 mieszkańców – 1080 mężczyzn oraz 1137 kobiet. W 2011 roku Albańczycy stanowili 79,43% mieszkańców – a Macedończycy 11,68%.
W skład gminy wchodzi siedem miejscowości: Bele, Zapod, Lojme, Orcikël, Pakisht, Kosharisht, Orgjost.